# Skokie Country Club
De Skokie Country Club is een countryclub in de Verenigde Staten. De club werd opgericht 1897 als de Skokie Golf Club en bevindt zich in Glencoe, Illinois. De club beschikt over een 18-holes golfbaan, opgericht in 1904, en werd ontworpen door de golfbaanarchitect Thomas Bendelow. In 1914 werd de golfbaan volledig opnieuw ontworpen door Donald Ross.

## Geschiedenis
In 1897 werd een stuk bouwgrond opgekocht door een groep van zakenlui uit Chicago en deze vormde een golfclub. Een deel van de bouwgrond was toen bekend als de "Skokie", een verwijzing naar een Indiaanse woord van moeras. Dit leidde tot een naamverandering en de club heette voortaan de Links of Skokie Country Club.
De eerste golfbaan die gebouwd werd was een 9-holes en is nu een kleine vijver bij de 18de hole. In 1904 huurden de clubleden Thomas Bendelow om een 18 holesbaan te bouwen. In 1914 werd de baan opnieuw ontworpen door de golfbaanarchitect Donald Ross waar hij tegenwoordig bekend is van zijn bunkersontwerpen op de golfbaan.
In 1922 ontving de club met het US Open voor de eerste keer een grote golftoernooi waar Gene Sarazen het toernooi won. In de volgende decennia breidde de club uit en voegde extra sportfaciliteiten toe zoals squash en tennis.

## Golftoernooien
Voor het golftoernooi is de lengte van de baan 6378 m met een par van 72. De course rating is 74,3 en de slope rating is 133.
- Western Open: 1909
- US Open: 1922[1]
- Women's Western Open: 1952
- US Senior Amateur: 1998
- Western Amateur: 2010